# 2012年甘孜骚乱
甘孜抗議事件開始於2012年1月23日的四川省甘孜藏族自治州炉霍县，中共當局出動武警與防暴警察鎮壓暴亂的藏人，自由亞洲電台報導在1月24日報導致少四人死亡、数十人伤、當地一名僧侶說有四五十人中枪。而自由西藏组织在1月24日聲稱能证实有两名藏人在炉霍县暴力抗議事件中被开枪打死，36人遭枪伤，其中12人伤势严重。
BBC報導到了24日甘孜色达又有更多暴徒被开枪打死和受重伤。

## 起因
據印度西藏流亡政府议员格桑坚参述說，23日的前幾天，道孚县有一位青年人散发传单並且打算自焚，中共很緊張。春节期间藏人抵制非藏族的过年，非常的敏感，於是中共到处抓捕嫌疑人，據傳抓了两百多人，由此引发当地民众的抗议。当地派了很多的军警开枪，已经得知一个人被打死，是炉霍寺的僧人名叫云丹。

## 經過
1月23日早很多武警與公安在霍县县城的周边的很多乡里大规模的搜索。幾名藏人被抓時大部分的藏人都过来了，呼唤西藏独立、达赖喇嘛万岁等一系列口号，当时军警和藏人之间發生冲突，然后大规模的藏人都前往支援，示威游行扩大，周边的有几个乡听了全部过来示威游行。当时中共军警有开枪，开枪射击。1月23日流亡印度的西藏人权与民主促进中心证实到（有）一、两个人死了。24日印度的西藏人权与民主促进中心证实，至少有一到四人可能去世。
24日美聯社引述四川炉霍县寿灵寺一名喇嘛稱在炉霍縣的藏人示威遭镇压事件於星期二（1月24日）恢复平静，此喇嘛還稱23日的抗議示威有约有万人参加，多数示威者是当地藏人居民，但也有少数喇嘛和汉族人，这名藏族喇嘛说街道上有警察巡逻。
到了24日自由西藏组织证实甘孜色达县有两名藏人被开枪打死，但没有具體細節，达兰萨拉和其他媒体的报道引用当地消息人士的话说有5名藏人在色达县的抗議事件中被开枪打死。BBC引述当地消息人士的话稱，军警包围了藏人抗议者，当地公众行动受到限制，军警向走出户外的人开枪。BBC報導还有受重伤的人不能得到及时治疗，因为没有人敢把他们送往医院。

## 新華社報導
新华社1月23日報導，在炉霍县车站三岔路口处，有数十名僧众陆续聚集，部分人手持鐵棍、石块、砍刀等物品，冲击、打砸新都镇公安派出所。当地公安民警迅速依法制止暴亂行为。
24日新华社報導，上百名僧俗群众冲击派出所，毁坏两辆警车和两辆消防车，一死四伤，还有五名公安受伤。报道没有提到是否有人开枪。
新華社引述中华人民共和国外交部发言人洪磊星期二发表的谈话说，境外分裂主义组织歪曲事实，试图抹黑中国政府。